# Kemal Demirsüren
Kemal Demirsüren (ur. w 1930, zm. 27 marca 2005) – zapaśnik turecki, uczestnik Igrzysk Olimpijskich w 1952 roku. Piąty na mistrzostwach świata w 1953 roku.

## Letnie Igrzyska Olimpijskie 1952
| Konkurencja             | Runda grupowa       | Runda grupowa         | Runda grupowa       | Runda grupowa                  | Runda grupowa                  | Runda grupowa                  | Klas. końcowa |
| Konkurencja             | Przeciwnik I        | Przeciwnik II         | Przeciwnik III      | Przeciwnik IV                  | Przeciwnik V                   | Przeciwnik VI                  | Miejsce       |
| ----------------------- | ------------------- | --------------------- | ------------------- | ------------------------------ | ------------------------------ | ------------------------------ | ------------- |
| styl klasyczny do 57 kg | Leo Cortsen (DNK) W | Artiom Terian (SUN) L | Ion Popescu (ROU) L | → Odpadł z dalszej rywalizacji | → Odpadł z dalszej rywalizacji | → Odpadł z dalszej rywalizacji | 9.            |